# Evangeličanska cerkev, Murska Sobota
Evangeličanska cerkev je v mestu Murska Sobota in mestni Občini Murska Sobota.

## Cerkvene občine
Tudi murskosoboška cerkvena občina se je začela organizirati in razvijati po uveljavitvi tolerančnega patenta cesarja Jožefa II. Na področju današnje soboške evangeličanske cerkvene občine so nastale tri samostojne evangeličanske cerkvene občine: tišinska, soboška in martjanska. Od nekdanje martjanske cerkvene občine pripada danes samo majhen del k soboški, večji del k moravski in puconski cerkveni občini.
V 16. stoletju sta bila pravica in oblast nad podložniki večinoma v rokah veleposestnikov, grofov in plemičev. Na območju soboške cerkvene občine so v tem času živele tri grofovske družine: v Murski Soboti grof Szechy, na Tišini in na Petanjcih gornjelendavska grofovska družina Nadasdy in v Rakičanu grof Batthyany. Vse tri družine so se opredelile za reformacijo. Leta 1604 je soboška cerkvena občina doživela hud udarec. Od leta 1526 so tudi naši kraji bili pod turško oblastjo. Madžarski vojaki, ki so bili na poti proti Dunaju, so neke noči napadli Soboto, turško vojsko so pregnali, mesto pa požgali. Vse hiše, med katerimi je bilo tudi evangeličansko župnišče so pogorele do tal, ostala naj bi samo evangeličanska cerkev, ki je stala na mestu današnje rimokatoliške cerkve.  
Iz zapisnika vizitacije iz leta 1627 je razvidno, da so se cerkvene občine na področju današnje soboške cerkvene občine dobro utrdile in razvijale, ter bile bogate v duhovnem življenju.

## Odvzem cerkva
Leta 1643 je pomenilo za soboško evangeličansko cerkveno občino velik udarec. Sin znane evangeličanske grofovske družine Ferenc Nadasdy je zatajil vero svojih prednikov in prestopil v rimokatoliško vero. V začetku leta 1644 se je poročil z bogato grofico, Julijo Eszterhazy. To mu je bilo dovoljeno pod pogojem, da prestopi v katoliško vero. Po prestopu je Nadasdy vneto preganjal svoje prejšnje verske brate in jim odvzel cerkve. Po odvzemu cerkva so evangeličanske vernike na različne načine prisiljevali naj zatajijo svojo vero. V Soboti je mestna oblast izdala odlok, po katerem se evangeličani tu več ne smejo zadrževati. Kdor je hotel ostati v Soboti, je moral prestopiti v rimokatoliško cerkev.

## Vračanje vernikov in gradnja cerkve
Evangeličani so se v Soboto pričeli ponovno priseljevati šele pozno po tolerančnem patentu Jožefa II. (1781). Po tolerančnem patentu so evangeličani ponovno začeli razmišljati o ustanavljanju cerkvenih občin. Leta 1783 je bila ustanovljena evangeličanska cerkvena občina v Puconcih, h kateri so spadali tudi verniki bivše soboške cerkvene občine. Oddaljenost evangeličanskih vernikov iz obmurskih vasi do cerkve in šole v Puconcih je bila prevelika. Nekateri otroci so hodili v katoliške šole. V Mursko Soboto so se zaceli naseljevati evangeličani po tolerančnem patentu. Najprej se je v Murski Soboti naselil nek Hortvath, nato pa odvetnik Jožef Berke. Slednji je 1886. leta daroval cerkvi zemljise v sredisču mesta v vrednosti 3000 fr. z namenom, da na njem zgradijo župnišče. Ker so bili še vedno filialija puconske fare, se je začela porajati ideja o ustanoviti lastne cerkvene občine. Kar precej časa so poskušali odkupiti zemljišče na severni strani grajskega parka, kar pa je preprečil grof Szapary. Zaradi tega so se leta 1890 vidnejši evageličani Jožef Berke, njegov sin Mihaly Berke, dr. Ivan Vratarič ter Jožef Barbarič zbrali na sestanku in se odločili, da bodo odkupili zemljisče v lasti gostilničarja Jaeza Köhlerja, ki stoji nasproti glavnega vhoda v Szaparyjevo grasčino. V primeru da cerkvena občina tega zemljišča ne bi hotela odkupiti, so ga nameravali uporabiti za svoje potrebe. Spomladi 1890 so začeli z gradnjo molilnice, ki je bila že 14. decembra 1890 posvečena. Posvetil jo je senior Samuel Kund.
Leta 1900 so postali  samostojna cerkvena občina, 13. maja 1909 pa je bil položen temeljni kamen za cerkev. Iz Šoprona sta prispela 21. aprila 1910 dva nova zvonova, ki sta bila 1. maja istega leta predana svojemu namenu. Cerkev  v novogotskem stilu, po načrtih Ernoja Gerely-ja, arhitekta iz Budimpešte je bila zgrajena. Blagoslovitev in otvoritev je bila 18. septembra 1910. O tem dogodku je obširno poročal časopis Muraszombat es Videke.
Leta 1917 je cerkvena občina s svečano božjo službo in svečanim občnim zborom proslavila 400 let reformacije. V letu 1926 je bilo za orgle kupljenih 49 novih piščali, prejšnje so rekvirirali med vojno. Istega leta je v župnišču zasvetila električna luč, v cerkvi pa leta 1928. Evangeličanska šola je dala leta 1928 svoje prostore v najem gimnaziji. V letu 1969 so obnovili fasado na cerkvi in popravili streho.

## Zgradbe v podružnicah
Verniki župnijskih podružnic so si zgradili zvonike in v njih namestili zvonove v Kupšincih, Veščici, Martjancih in Nemčavcih. V prizidkih so navadno namestili mrtvaške vozove in svetilke s svečami, s katerimi so ob pogrebu spremljali mrtvaški voz. Namen zvonikov je bil, da so v njih zvonili za jutranje, opoldanske in večerne molitve, ter da so z zvonenjem oznanjali in še sedaj oznanjajo smrt kakega vaščana ali vaščanke.

## Žensko farno društvo
Nekaj let za ustanovitvijo samostojne cerkvene občine je bilo ustanovljeno evangeličansko žensko farno društvo. Prva predsednica je postala Irena Kovats (roj. pl. Berke), soproga evangeličanskega duhovnika Štefana Kovatsa. Društvo je skrbelo za organizacijo dobrodelnih prireditev in družabnih dogodkov. Ireno Kovats je nasledila Marija Sömen (roj. pl. Somogy de Medgyes), soproga odvetnika in murskosoboškega gerenta (župana) Ludvika Sömena.

## Socialni položaj vernikov
Ob ustanovitvi soboške evangeličanske cerkvene občine so poleg nekaj inteligence, ki je bila zelo aktivna, ter ob nekaj premožnejših plemičih, meščanih, obrtnikih in delavcih, bili verniki večinoma kmečkega stanu. Ta sestav se je v teku let vedno bolj spreminjal. Pred II. svetovno vojno je bilo med evangeličani že nekaj več delavcev, ki so bili večinoma zaposleni v tovarni mesnih izdelkov » Benko« in v tekstilnih tovarnah Šiftarja in Cvetiča.
Po II. svetovni vojni pa je zelo naraslo število zaposlenih - od katerih je večina takih, ki so se doma še dodatno ukvarjali s kmetijstvom, zaposlili pa so se v tekstilni tovarni » Mura«, v tovarni mesnih izdelkov, pri kmetijskem kombinatu » ABC POMURKA«, v gradbenih in drugih podjetjih, v uradih in trgovinah v Murski Soboti. Z zaposlitvijo se je dvignil tudi življenjski standard vernikov. S pospešenim razvojem kmetijstva se je dvignil v zadnjih 15 letih tudi standard kmetov.

## Arhitektura cerkve
Neogotska cerkev je bila zgrajena leta 1910 po načrtih madžarskega arhitekta Ernöja Gerelyja. Tudi notranjost je neogotska in  je poslikana v madžarskem duhu. Oltar s sliko Snemanje s križa, je naslikal Jeno Bory.

## Duhovniki
- Štefan Balogh kaplan (1890-1892)
- Števan Kovatš (1892-1945) prvi redni duhovnik v Murski Soboti, senior
- Leopold Hari (1947-1977) senior

## Inšpektorji
- Mihael pl. Berke 18?? - 1895 prvi soboški inšpektor in blagajnik, inšpektor puconske fare (veleposestnik)
- Evgen Csorna 1895 - 18?? (okrajni glavar)
- dr. Karel Uy ok. 1900 (odvetnik)
- dr. Ivan Vratarič 19?? - 1909 (odvetnik)
- Aleksander Junkucz 1909 - 1923 v letih 1922−1923 senioratni inšpektor (posestnik in c. k. okrajni živinozdravnik)
- Jožef Benko 1923-1945 v letih 1923−45 senioratni inšpektor (veleposestnik in industrialec)
- Štefan Koltai 1946 - 1966
- Franc Kuhar 1966 - 1992
- Vladimir Goldimskij 1922 -